# شعلة ريكا
شعلة ريكا (باليابانية: 烈火の炎، بالروماجي: Rekka no Honō) هي سلسلة أنمي ومانغا من تأليف وتصميم نوبويوكي أنزاي تتألف من إثنين وأربعين حلقة من إنتاج إستديو بيرو. كما أنتجت من السلسلة لعبتا فيديو هما: شعلة ريكا: لعبة الجيم بوي أدفانس وشعلة ريكا: لعبة البلايستاشن 2. وكما تم دبلجة المسلسل إلى اللغة العربية وتم عرضه على قناة سبيس باور في عام 2010.

## القصة
تدور احداث القصة حول فتى يدعى ريكا كان لديه مهارات قتاليه والتقى بمرآه اسمها كاجيرو وبعد يعرف بأنها وامه وتريده ان يتخكم بقوه التنانين الثمن و تعرف على شيرا و عرف بأن كوري يستهدف شرا لأن لديها قدره علاجيه وماذا سيفعل لأنقاذ شيرا وماذا ستكون رده فعله عندما عرف بأن كاجيرو بأنها امه
الشخصيات:
ريكا
شيرا
كاورو
كاجيرو
توكي
دومون
فوكو
سوسو
الثعلب

## الممثلون
- رأفت بازو - ريكا
- لينا ضوا - شيرا، نيبون
- أسيمة يوسف - فوكو
- أميرة حذيفي - كاجيرو، سوسو
- همسة الحايك - كاورو
- آمنة عمر - مينو، ميكوتو, المعلقة يوكو
- سعد لوستان - توكي
- قصي قدسية - كوري
- خلدون قاروط - موري، موكرين, كاشاكورا، سينشو, فوجيمارو
- فيحاء أبو حامد
- نضال حمادي - جيشو، ماغيشا, كوكيه
- رغدة الخطيب
- إياس أبو غزالة - سوكو شيرو
و
- مروان فرحات - دومون، جنجيرو
- يحيى الكفري - متبني ريكا، الأستاذ, كازوشي، ياكو, الراوي
- هشام كفارنة
- محمد خير أبو حسون - كاشامارو، نوروي
- منصور السلطي - جوكر، كي

## روابط خارجية
- شعلة ريكا على موقع ANN manga (الإنجليزية)